# شهرک صنعتی بستان‌آباد
شهرک صنعتی بستان‌آباد یکی از شهرک‌های صنعتی استان آذربایجان شرقی است که در ۵ کیلومتری شهر بستان‌آباد واقع شده‌است.